# Eucereon peruviana
Eucereon peruviana là một loài bướm đêm thuộc phân họ Arctiinae, họ Erebidae.